# TransAsia Airways
TransAsia Airways (TNA; en chino tradicional, 復興航空; en chino simplificado, 复兴航空; pinyin, Fùxīng Hángkōng) fue una aerolínea con sede en el  distrito de Neihu en  Taipéi, Taiwán. Aunque la compañía comenzó sus operaciones centrada principalmente en el mercado interno, llegó a contar con más de 15 rutas internacionales regulares centradas principalmente en el sudeste y el noreste de Asia.
Después de dos accidentes en menos de un año (Vuelo 222 de TransAsia Airways en 2014 y Vuelo 235 de TransAsia Airways en 2015) la aerolínea acabó suspendiendo operaciones el 22 de noviembre de 2016. El 11 de enero de 2017, los accionistas de la compañía votaron a favor de liquidarla.

## Flota
A julio de 2014 la flota de TransAsia Airways consistía en 21 aviones, con una edad media de 11,9 años:

## Pedidos
El 16 de noviembre de 2010, la aerolínea ordenó seis A321 y dos A330-300. Fueron utilizados principalmente en los servicios directos entre Taiwán y China, así como en las rutas regionales. Los A330 volaron entre Taiwán y Bangkok así como varias rutas entre Taiwán y Japón.

## Accidentes e incidentes
- Vuelo 510A de TransAsia Airways: 30 de enero de 1995, 4 muertos. Un vuelo de traslado de un ART 72-202 se desvió de su curso y se estrelló contra una ladera durante la aproximación en el distrito de Guishan de Taiwán.
- Vuelo 791 de TransAsia Airways (Cargo): 21 de diciembre de 2002, 2 muertos. Un ATR-72 se estrelló luego de experimentar condiciones de congelación en un viaje de Taipéi a Macau. Tras este incidente se desaconsejó el uso de ATR-72 en el mercado europeo.
- Vuelo 222 de TransAsia Airways: 23 de julio de 2014, 48 muertos. El piloto voló por debajo de la altitud mínima de descenso cuando iba a aterrizar en medio de una tormenta.
- Vuelo 235 de TransAsia Airways: 4 de febrero de 2015, 43 muertos. Un motor del avión se averió y el piloto por error apagó el que funcionaba correctamente provocando que el avión se estrellara contra un río.